# The Queen is Back
The Queen is Back (en español: «La reina está de vuelta») es una canción de la cantante Donna Summer, publicada en 2008. Su productor fue J. R. Rotem y quienes escribieron la canción fueron Evan Bogart, Donna Summer y J.R. Rotem. 
La canción "the queen is back", pertenece al álbum Crayons, publicado el 20 de mayo de 2008. Donna Summer se sale de sus géneros disco, dance rock y pop, para dar a esta canción un género hip hop y R&B. 

## Video
En el video se muestra a Donna Summer al inicio bailando el ritmo inicial del tema y luego se le ve en un estudio cantando la canción. Como en otras canciones como "Mr. Music" o "Stamp your feet" ella graba el video original en un estudio. A la publicación del álbum, Donna contaba con 59 años de edad.

## Personal
- Donna Summer
- J. R. Rotem
- Evan Bogart